# بیورن شلیک
بیورن شلیک (انگلیسی: Björn Schlicke؛ زادهٔ ۲۳ ژوئن ۱۹۸۱) بازیکن فوتبال اهل آلمان است.
از باشگاه‌هایی که در آن بازی کرده‌است می‌توان به باشگاه فوتبال اف‌اس‌وی فرانکفورت، باشگاه فوتبال کلن، باشگاه فوتبال گروتر فورث، باشگاه فوتبال هامبورگ، و باشگاه فوتبال دویسبورگ اشاره کرد.
وی همچنین در تیم‌های ملی فوتبال زیر ۲۱ سال آلمان بازی کرده‌است.